# Wildfire (Drake Borroughs)
Wildfire è un personaggio dei fumetti pubblicati da DC Comics. È un supereroe del XX e XXI secolo. Creato da Cary Bates e Dave Cockrum, ha debuttato in Superboy n. 195 (giugno 1973) .

## Storia editoriale
Fin da subito, Wildfire divenne molto popolare tra i lettori. All'epoca, gli editori di Superboy e la Legione dei Super Eroi, realizzavano delle elezioni periodiche in cui i lettori potevano scegliere il leader della Legione. Poco dopo la sua introduzione, Wildfire fu eletto come leader della squadra. Nella storia però, Wildfire perse l'elezione contro Superboy; ma poiché nessun candidato ottenne la maggioranza assoluta dei voti, decisero che la Legione avesse bisogno di un leader a tempo pieno, e non un membro part-time come il kryptoniano che viaggiava nel tempo.

## Biografia del personaggio

### L'Origine
Drake Borroughs era un astroingegnere, mentre stava lavorando ad un sistema di propulsione, la valvola di sicurezza dell'unità si strappò e scaricò un'ondata di energia anti-materiale. Borroughs, investito in pieno dall'esplosione, riuscì a sopravvivere solo in forma incorporea, sola coscienza, diventando così l'essere di pura anti-energia conosciuto nel fumetto con il nome di Wildfire.
Fortunatamente i suoi colleghi avevano per le mani una tuta di contenimento che poteva essere utilizzata per trattenere la dispersione di anti-energia di Drake. Una volta confinato in un'area specifica, la forma energetica di Drake si stabilizzò e divenne auto-rigenerativa. Di nuovo poté assumere sembianze umanoidi; tuttavia, non aveva bocca, occhi, naso o orecchie, ma piuttosto un frontalino metallico vuoto, il che lo portò alla perdita del senso dell'olfatto e del gusto. Drake possedeva anche una vastità di super poteri, paragonabile in scala, senza mezzi termini, ad un Kryptoniano o a un Daxamita. Alcuni dei suoi poteri includevano superforza, quasi invulnerabilità, volo alla velocità della luce, vari poteri visivi come la vista a raggi-x, l'abilità di creare semplici costrutti di energia pseudo-solida come quelle delle Lanterne Verdi (anche se non così elaborate), l'abilità di assorbire fonti d'energia esterne, e l'abilità di cambiare dimensione da gigantesca a omuncolo, a normale. La più potente delle sue abilità rimane però il potere di lanciare scariche d'energia, il quale Drake fu sempre riluttante nell'utilizzare a causa di un incidente in cui rischiò di uccidere la sua ex- fidanzata.
Auto-nominatosi GRE-1 (Generatore di Rilascio d'Energia 1), Drake decise di fare domanda per entrare nella Legione, pensando che la sua vasta gamma di poteri gli avrebbe garantito l'ammissione. Con sua sorpresa non fu ammesso nella squadra perché le abilità da lui dimostrate erano duplicati dei poteri di Mon-El, Colossal Boy, Chemical King, Phantom Girl e Shrinking Violet; non mostrò la sua abilità di scaricamento dell'energia o di manipolazione perché temeva di non riuscire a controllarle in tutta sicurezza (all'epoca, lo statuto della Legione richiedeva che ogni membro possedesse almeno un superpotere non posseduto da nessun altro). Ansioso di dimostrare le sue abilità, seguì numerosi Legionari in una missione su un pianeta chiamato Manna-5. In questa missione Colossal Boy fu colpito e reso incosciente da una macchina nemica e nessuno dei Legionari presenti (Phantom Girl e Chemical King) aveva il potere di salvarlo. GRE-1 distrusse la macchina, ma espulse la sua intera forma energetica dalla sua tuta di contenimento. Poiché la sua forma energetica era invisibile, i Legionari pensarono che fosse rimasto ucciso durante il salvataggio di Colossal Boy e che GRE-1 non dimostrò i suoi poteri energetici in precedenza perché potevano essere utilizzati solo una volta.
Tuttavia, GRE-1 era vivo. Ormai la sua forma energetica era sufficientemente stabile da poter vivere senza la sua tuta, anche se ancora non poteva né assumere forma umanoide, né comunicare con nessuno. Seguì i Legionari di ritorno sulla Terra dove misero la sua tuta di contenimento in mostra in una teca. Una volta trovato il quartier generale della Legione riuscì a riprendersi la tuta e, tipica della moda super eroica, salvò la Legione da un'altra minaccia. Fu allora che venne accettato nella squadra con il nome in codice di Wildfire.
Nel corso del tempo Wildfire perse molti dei suoi poteri. Questo fu dovuto in parte al trauma dell'uscita improvvisa dalla sua tuta di contenimento. In più, la sua tuta di contenimento originale fu distrutta e le copie successive non furono mai abbastanza versatili. Le sue tute successive non furono mai sufficientemente durature ed era facile che ne fosse espulso. Anche così, continuò ad avere l'abilità di volare, di assorbire e proiettare l'energia, di superforza e fu comunemente considerato tra i quattro Legionari più potenti della squadra insieme a Superboy, Mon-El e Ultra Boy.
Inizialmente, Wildfire e Superboy erano rivali e di fatto erano sempre in competizione. Wildfire si portò bene in battaglia, stabilendo così la somiglianza dei suoi poteri con quelli del kryptoniano. Come leader, ottenne critiche miste: anche se era deciso e uno stratega dotato, le sue scarse abilità con le persone lo allontanavano dai suoi compagni (anche se ironicamente non da Superboy; alla fine di una crisi particolarmente dura, disse al suo rivale di un tempo di essere diventato "un diavolo di leader"). Guidò la Legione attraverso le crisi di Earthwar e Omega ma fu sconfitto nella rielezione da Lightning Lad.
Poco dopo essere diventato leader, Wildfire reclutò una giovane metaumana Amerindiana, Dawnstar. Presto si innamorò di lei, ma per anni la loro fu una relazione di amore - odio. Fu chiaro ai loro compagni di squadra che erano molto vicini l'uno all'altra, anche se non attivamente in amore, ma Dawnstar non avrebbe mai ammesso i suoi sentimenti. Wildfire, d'altro canto, aveva un comportamento passivo-aggressivo nei suoi confronti. Si scoprì infine che Dawnstar corrispondeva i suoi sentimenti, tuttavia la ragazza temeva che non avrebbe mai conosciuto l'amore fisico finché Wildfire non avesse posseduto un corpo fisico.
Qualche tempo dopo, la Legione ammise nei suoi ranghi un essere extra-dimensionale di nome Quislet. Come Wildfire, Quislet era un essere di pura energia e richiedeva un dispositivo di contenimento per sopravvivere sulla Terra: a differenza di Wildfire però, le condizioni di Quislet erano tipiche della sua specie. Insegnò a Wildfire come controllare la sua forma energetica senza bisogno di tuta di contenimento. Nella sua nuova forma Wildfire era molto più vicino alla sua forma umana, essendo visibile, tangibile e possedendo delle caratteristiche facciali. Tuttavia, il suo corpo era ancora così bollente che sfiorandolo Dawnstar si bruciò. I due innamorati tentarono di consumare la loro passione, ma Wildfire non poteva sopportare di causare dolore alla sua amata (anche se tentò di non farci caso). Riuscì ad ottenere un controllo maggiore sulla sua temperatura corporea attraverso altre lezioni con Quislet, ma prima che potesse farlo il dispositivo di contenimento di Quislet fu distrutto e il Legionario fu costretto a ritornare nella sua dimensione. Quislet assistette surrettiziamente Wildfire nel mantenimento della sua forma fisica, e dopo essersene andato, Wildfire perse velocemente questa abilità. Fu allora che decise di ritornare all'utilizzo della sua tuta di contenimento. Rimase in quella forma per qualche tempo e infine, nella continuità post-Crisi, utilizzò i suoi poteri per riaccendere il Sole, poi la sua coscienza finì nel cadavere di Sun Boy, condizione che mantenne fino all'aggiornamento della Legione.

### Post-Ora Zero
Dopo l'Ora Zero, Wildfire fu assente dai fumetti della Legione per qualche anno, e quando ritornò ebbe delle origini drasticamente differenti.
In un combattimento con Mordru, Atom'X (Randall Borroughs) e Blast-Off (Jahr-Drake Ningle), rispettivamente membri degli Uncanny Amazers e del Workforce, sembrarono rimanere uccisi contro il criminale. Tuttavia, qualche tempo dopo, numerosi Legionari notarono dei brandelli d'energia nell'aria, e Umbra riuscì a contenere l'energia abbastanza a lungo da far capire loro che era senziente. Eppure, quando la ritrovarono in un laboratorio scoprirono che conteneva le menti di Atom'X e Blast-Off. Anche se Umbra in particolare fu disgustata dall'integrazione forzata, riuscirono con successo a mantenerla contenuta finché non fu pronta una tuta di contenimento, e il nuovo essere prese il nome di Drake Borroughs (come il suo predecessore) e il nome in codice di GRE-1.
Qualche tempo dopo, GRE-1 fu uno dei Legionari che si persero in una spaccatura spaziale - anche se soffrì di un'esperienza traumatica quando la sua tuta si squarciò a causa della spaccatura.
Quando Element Lad ritornò insieme agli altri Legionari nello spazio normale, sebbene separato da loro nel tempo durante il processo, anche l'energia di GRE-1 si concentrò nello spazio, congelandosi come una stella notata dalla gente nomade di Shikari, i Kwai, che la portarono alla scoperta e all'accidentale resurrezione degli altri Legionari, che furono mantenuti in animazione sospesa. Tempo dopo, mentre i Legionari conoscevano i Kwai, Kid Quantum notò che la "stella selvatica" che i Kwai stavano seguendo era di fatto GRE-1. Brainiac 5, con l'aiuto dei Kwai e del loro materiale, riuscì a creare una nuova tuta di contenimento, permettendogli di ricostituire una sembianza umana. In aggiunta, il tempo passato da solo nello spazio fuse le due menti in una sola, e poco dopo adottò il nome di Wildfire a causa di una traduzione errata di Shikari.
Qualche tempo dopo essere tornati alla loro galassia, però, Wildfire fu catturato da Qward e utilizzò il potere dell'intero pianeta per un considerabile periodo. Anche se il suo potere era grande, aveva un limite, e dopo il suo salvataggio, fu lasciato così indebolito dall'esperienza che la minaccia di rimanere senza energia divenne reale e una minaccia in aumento per lui.

### Terza versione
Drake fu infine introdotto nella nuova versione della Legione, cominciando dalla storia "The Questo For Cosmic Boy". Questa versione di Drake possedeva le stesse abilità delle versioni precedenti e la sua tuta di contenimento era identica a quella utilizzata nella continuità prima di Ora zero - Crisi nel tempo. Si credette che questa versione di GRE-1 fu distrutta quando la sua tuta di contenimento si ruppe durante la sua missione di prova. Tuttavia, la sua energia fu raccolta e ricostituita da suo fratello Randall. Questo GRE-1 fu manipolato dal fratello e divenne un assassino, ma fu poi fermato da Brainiac 5 e Atom Girl. Lo si vide infine combattere le creature dal Pianeta Intruso.

### One Year Later
Una versione di Drake somigliante all'incarnazione originale comparve nel crossover The Lightning Saga presente in Justice Society of America (vol. 3) e Justice League of America (vol. 2), involontariamente mascherato da statua nella Fortezza della solitudine. Rivelò che la sua tuta di contenimento era in realtà il guscio robotico di Red Tornado e indicò che possedeva alcuni ricordi di John.
Alla fine di Crisi finale: La Legione dei 3 mondi, questa versione di Drake entrò finalmente in una relazione con Dawnstar.

## Altre versioni
- Una versione di Drake comparve in Legion of Super Heroes Annual n. 7, sotto il gruppo di Legends of the Dead Earth. Questo Drake affermò di essere l'ultimo Legionario vivente dal lontano pianeta morto noto come Terra, e i suoi poteri energetici lo resero immortale. Le origini di Drake furono molto simili a quelle della controparte originale. Mentre il fumetto implicò che questo era il futuro della Legione post-Ora Zero, la storia di Drake entrò troppo grandemente in conflitto con quella versione di Wildfire che fu introdotto nelle serie successive, insieme a certi elementi che non comparvero mai nella serie principale, come l'introduzione di Quislet e Reflecto, e il nuovo personaggio chiamato Galaxy Girl all'interno della Legione. Questo Drake guidò numerose versioni della Legione in battaglia contro un gruppo di terroristi che facevano saltare in aria stelle e pianeti al fine di mantenerli tutti separati dagli altri, ma i membri che lui reclutava continuavano a morire in missioni a causa del loro pregiudizio. Gli unici tre membri sopravvissuti che ancora lo aiutavano erano i Rimboriani Gizi e Ziga, e un alieno di nome Membrain. Drake, fino a quel punto, soffrì di perdita della memoria, e subendo la deprivazione sensoriale e avendola guarita, decise di reclutare degli adolescenti. Questa mossa fu un successo, in quanto la sua nuova squadra fu in grado di fermare il gruppo terroristico, che si rivelarono essere Durlaniani, dal distruggere altre stelle e si mossero ad aiutare a riunire l'universo nella forma di un tempo dei Pianeti Uniti.
- Una versione di Drake chiamata Erg giocò un ruolo in stile uomo di latta in Legion of Super-Heroes Annual n. 5, The Long Road Home. La storia fu pubblicata come parte della linea Elseworlds.

## Altri media
- Wildfire comparve in un episodio della serie animata Justice League Unlimited dal titolo "Lontani da casa". Ha un piccolo ruolo e senza battute.
- Comparve nell'episodio "Dark Victory pt. 1", mentre combatteva le forze di Imperiex nella seconda stagione della serie animata Legion of Super Heroes.